# 李令新
李令新（1966年8月—），男，汉族，安徽萧县人，中共党员，现任安徽省人民检察院检察委员会专职委员，二级高级检察官。

## 生平
1987年毕业于安徽师范大学政教系政教专业，同年考取西南政法大学研究生。1989年进入安徽省高级人民法院工作，曾任安徽省高级人民法院研究室副主任、主任，民事审判第二庭庭长，民事审判第三庭庭长等职。2016年至2017年，挂职任濉溪县委常委、副县长。2017年8月，任铜陵市中级人民法院党组书记、代理院长。2018年1月，当选铜陵市中级人民法院院长。
2022年1月，当选安庆市人民检察院检察长。2024年9月，任命为安徽省人民检察院检察委员会委员、检察员。